# Amédée de Caix de Saint-Aymour
Amédée de Caix de Saint-Aymour, född 1843 i Senlis i Oise, död 1920 i Paris, var en fransk vicomte och författare,
de Caix de Saint-Aymour blev 1869 ledare för en arkeologisk expedition till Bosnien och Hercegovina, varöver han sedermera utgav en vidlyftig redogörelse. Bland hans många vetenskapliga arbeten märks särskilt: La langue latine étudiée dans l'unité indoeuropéenne (1867), Les pays sud-slaves de l'Austro-Hongrie (1883), Les intéréts français dans le Soudan éthiopien (1884), Histoire des relations de la France avec l'Abyssinie chrétienne sous les règnes de Louis XIII et de Louis XIV (1886), Recueil des instructions données aux ambassadeurs et ministres de France. Portugal (1887), Anne de Russie, reine de France et comtesse de Valois au XI:e siècle (1895) och Histoire illustrée de la France (t. I, 1899; tillsammans med Albert Lacroix).